# Saint-Denis (Saint-Denis)
Saint-Denis ([ˌsɛ̃dəˈni] ⓘ) ist eine ehemalige französische Gemeinde mit 115.237 Einwohnern (Stand: 1. Januar 2022) im Département Seine-Saint-Denis. Sie gehörte zum Arrondissement Saint-Denis. Die Einwohner werden Dionysiens und Dionysiennes genannt.
Der Erlass des Präfekten vom 13. Juni 2024 legte mit Wirkung zum 1. Januar 2025 die Eingliederung von Saint-Denis als Commune déléguée zusammen mit der früheren Gemeinde Pierrefitte-sur-Seine zur gleichnamigen Commune nouvelle Saint-Denis fest.

## Geografie

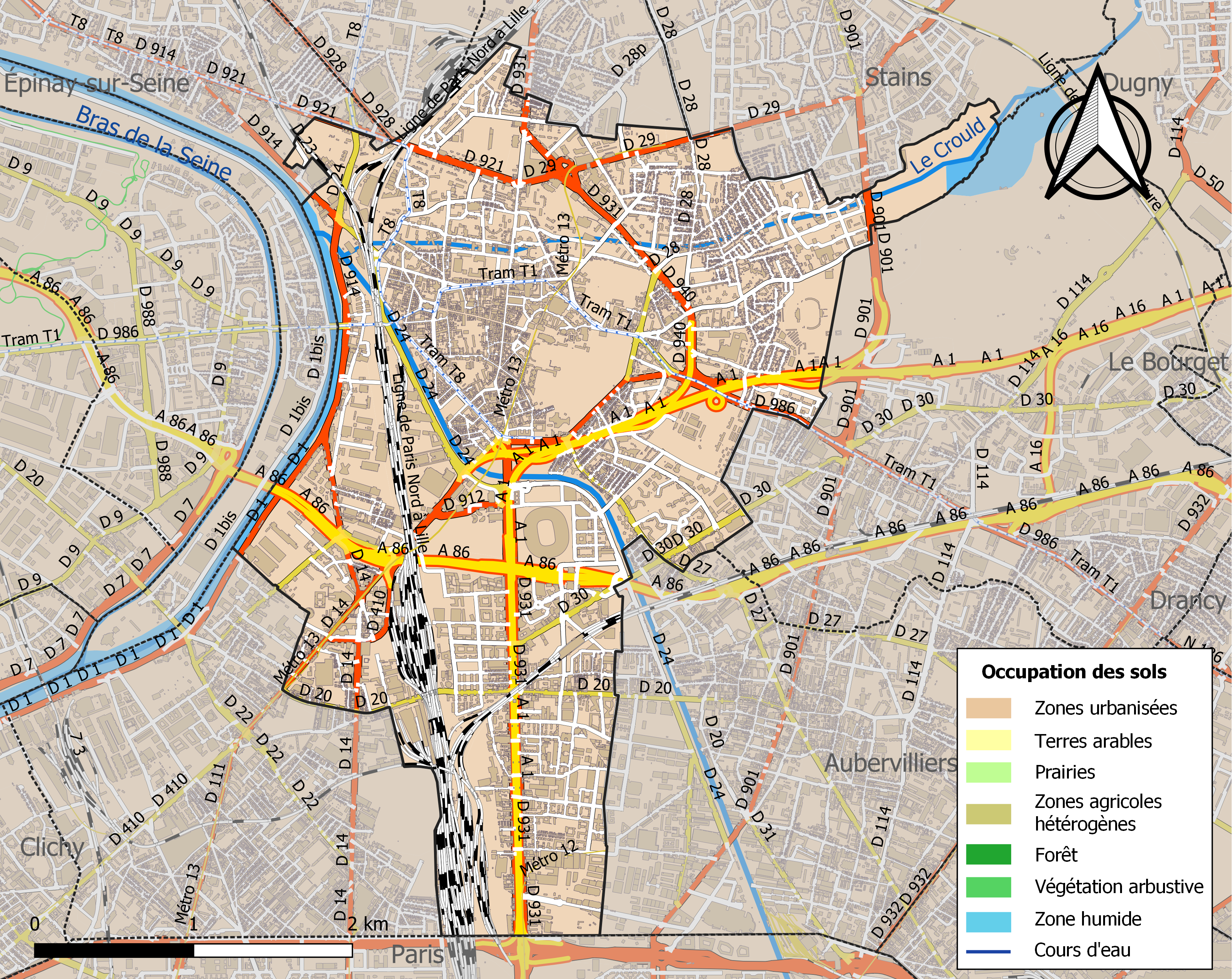
Hydrografie und Infrastruktur vom Ort Saint-Denis (2018)

Saint-Denis liegt in der Région naturelle Pays de France am rechten Seine-Ufer unmittelbar nördlich von Paris und bildet heute einen Teil der Banlieue von Paris. Das Flüsschen Crould und der Canal Saint-Denis durchqueren das Ortsgebiet und münden in die Seine. Das Zentrum mit der Kathedrale befindet sich auf einer Höhe von etwa 32 m. Trotz seines großstädtischen Charakters gehören Teile von Saint-Denis zum 1157 Hektar großen Natura 2000-Schutzgebiet „Sites de Seine-Saint-Denis“ (FR1112013) und zur ZNIEFF-Naturzone „Parc Départemental de la Courneuve“ (110020475).
Umgeben wird Saint-Denis von den acht Nachbargemeinden und der Commune déléguée:
| Épinay-sur-Seine     | Villetaneuse Pierrefitte-sur-Seine (Commune déléguée) | Stains        |
| L’Île-Saint-Denis    | Kompassrose, die auf Nachbargemeinden zeigt           | La Courneuve  |
| Saint-Ouen-sur-Seine | Paris                                                 | Aubervilliers |

## Geschichte

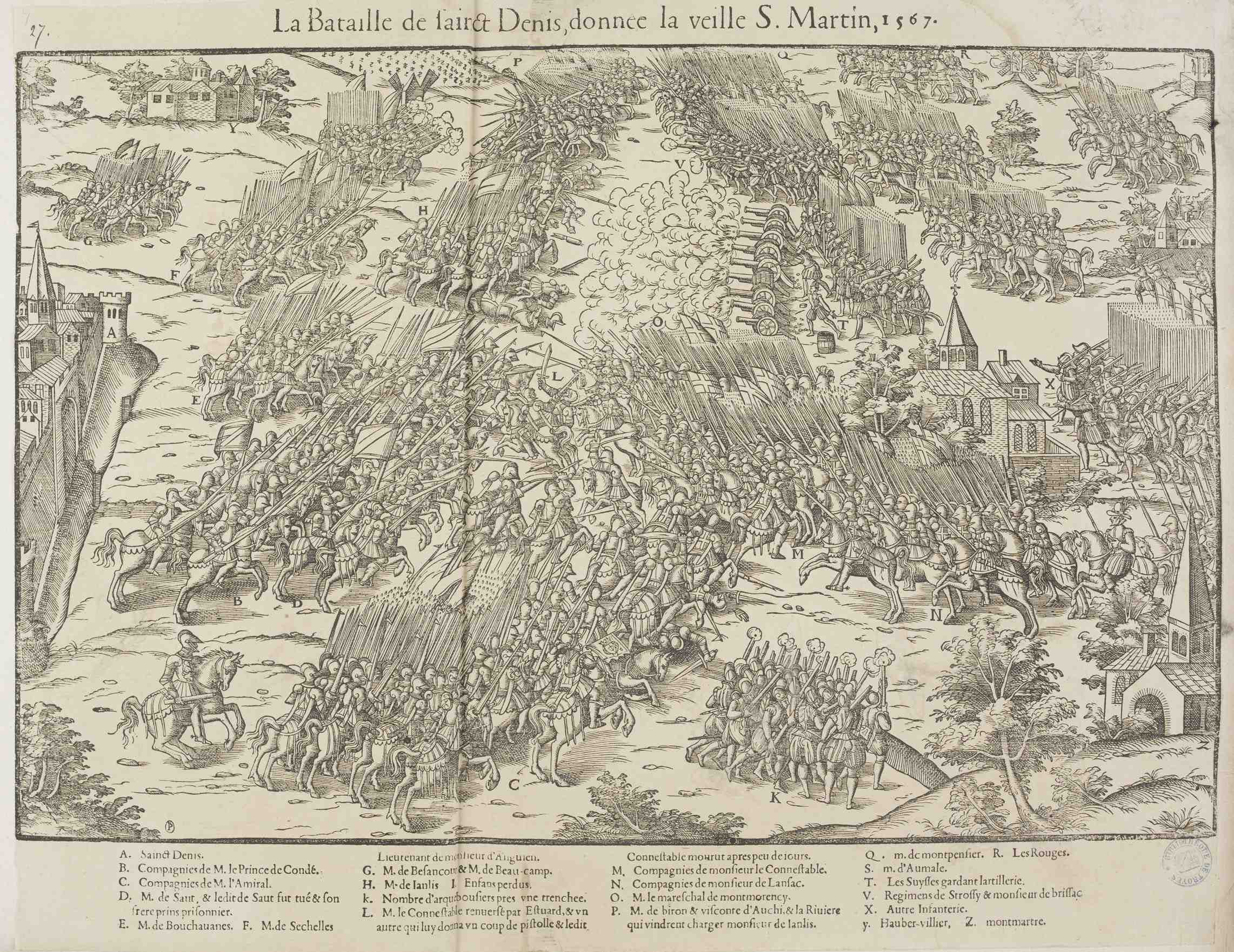
Schlacht von Saint-Denis, 1567

Lage von Saint-Denis

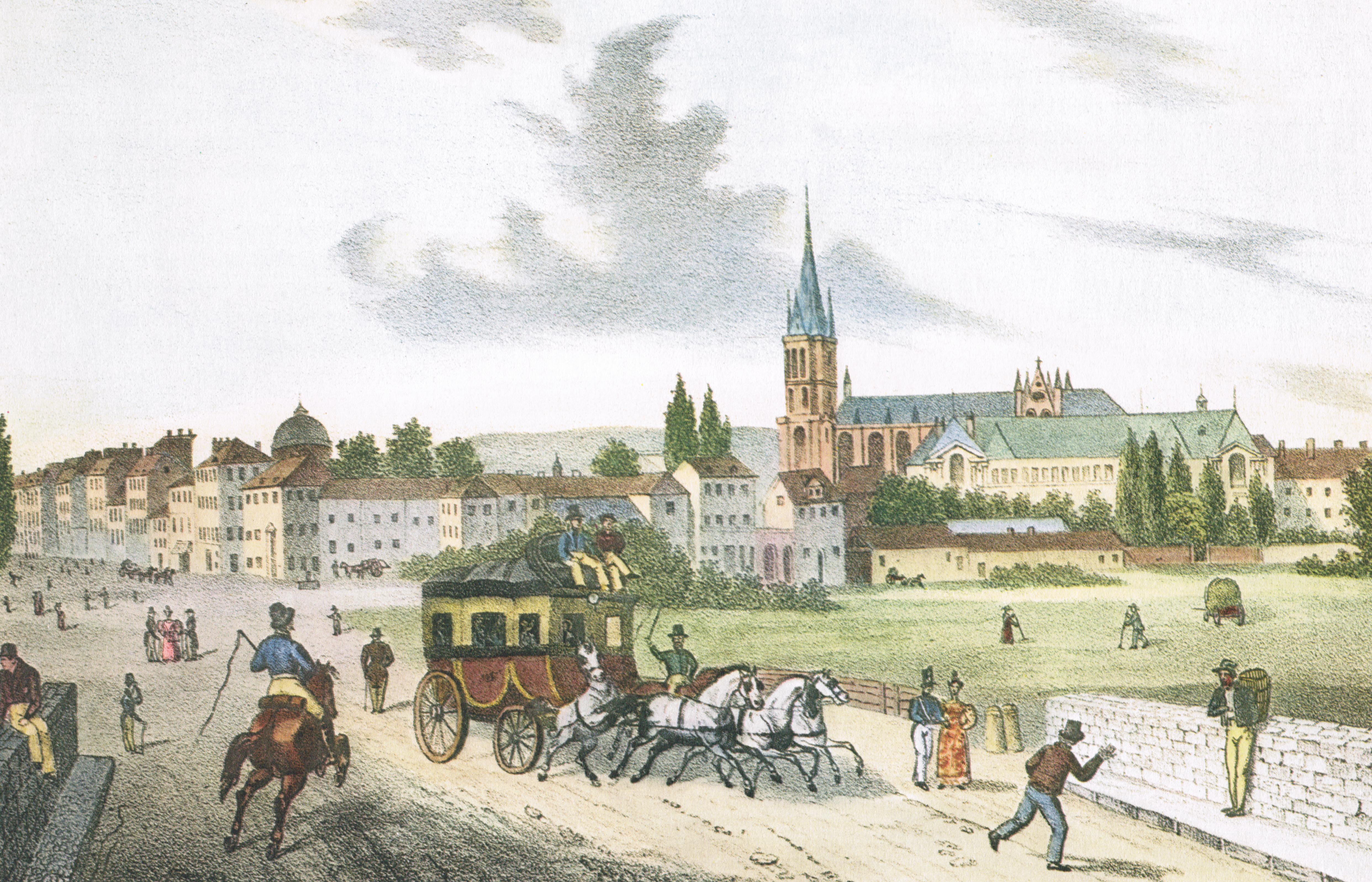
Saint-Denis um 1830

Dank der durchgeführten Ausgrabungen wurden ein Grab aus der frühen Jungsteinzeit (5000 Jahre v. Chr.) und eine antike Stätte, die im Bereich der Cité Meissonnier entdeckt wurde, ans Licht gebracht.
Der Ursprung der dem heiligen Dionysius von Paris geweihten ehemaligen Abteikirche Saint-Denis war eine erste Kapelle, die im 5. Jahrhundert errichtet worden war und im Laufe der Jahrhunderte erweitert und umgebaut wurde. Die Kathedrale war Grablege fast aller fränkischen, später der französischen Könige. Dagobert I. war der erste Herrscher, der 639 dort begraben wurde, im Gegensatz zu seinen Vorgängern, die in der Abtei Saint-Germain-des-Prés ruhten. Auch der fränkische Herrscher Karl Martell (686–741) ließ sich hier begraben. Diese Tradition hielt sich bis zu Karl X. (1824–1830), dem letzten Bourbonenkönig auf dem französischen Thron.
Nachdem das Aquädukt aufgegeben worden war, begann ein umfangreiches Vorhaben, den Fluss Croult von Dugny umzuleiten und die Abtei mit Wasser zu versorgen. Im Jahr 869 ließ Karl der Kahle eine Anlage errichten, um Saint-Denis vor Wikingereinfällen zu schützen. Um das Jahr 1000 herum vermehrten sich die Wohnhäuser und wurden rund um die Abtei angeordnet, geschützt durch die kreisförmige Umzäunung.
Der 1147 begonnene Neubau der Klosterkirche nach den Planungen des Abtes Suger gilt als Beginn der Gotik. Ab dem 12. Jahrhundert verwandelte sich das Klosterdorf in eine Stadt mit seinen Plätzen, seinen Straßen, seinen Holz- und dann Steingebäuden. Die Stadterweiterung kollidierte mit der karolingischen Einfriedung, die nach und nach verschwand. Im Norden und Westen entstanden Vororte.
Um die Stadt während des Hundertjährigen Kriegs vor englischen Einfällen zu schützen, wurde 1356 beschlossen, sie zu befestigen. Die Bevölkerung zog sich in die neue Anlage zurück, deren Umfang mit den derzeitigen Boulevards übereinstimmt.
Am 10. November 1567 fand die Schlacht bei Saint-Denis, eine Auseinandersetzung am Beginn des Zweiten Hugenottenkriegs, statt.
In der Zeit der Französischen Revolution wurde Saint-Denis im Zuge der allgemeinen Säkularisierungsbestrebungen in Franciade umbenannt. 1803 erhielt sie wieder ihren ursprünglichen Namen. Zwischen 1790 und 1792 wurden die Abtei, die Klöster und Pfarrkirchen geschlossen.
Seit Ende des 19. Jahrhunderts hielt die Industrialisierung in Saint-Denis Einzug, und der Ort wurde eine der ersten Hochburgen der Arbeiterbewegung und der Kommunistischen Partei Frankreichs (PCF), die jahrzehntelang (bis 2020) den Bürgermeister stellte. Seit den 1950er Jahren kamen zahlreiche Sozialwohnungen in Plattenbauweise dazu (habitation à loyer modéré – HLM) und ein hoher Anteil an Einwanderern aus dem Maghreb und Subsahara-Afrika.
Saint-Denis ist seit 1911 an das Pariser U-Bahn-Netz angeschlossen.
Der Ort ist auch durch das 1995 bis 1997 gebaute Stade de France bekannt geworden, das mit Abstand das größte Stadion Frankreichs ist.
Während der Unruhen in Frankreich 2005 fanden auch in Saint-Denis schwere Ausschreitungen statt. Saint-Denis ist ein sozialer Brennpunkt.

### Caserne des Suisses
Auf dem an den Place du 8 Mai 1945 anschließenden Gelände, auf dem sich heute mehrere Bildungseinrichtungen und ein kleiner Park befinden (Lage), standen noch bis Mitte 1969 die Gebäude der Schweizer Kaserne. Die von 1754 bis 1756 unter Ludwig XV. von dem Architekten Charles-Axel Guillaumot (1730–1807) erbaute Kaserne, die baugleich war mit der Kaserne in Rueil-Malmaison und der Caserne Charras in Courbevoie, diente wie die beiden anderen der Unterbringung der Schweizer Garde.
Die Kaserne, die mit ihrem großen Hauptgebäude und zwei seitlichen Flügelbauten einen großen rechteckigen Exerzierplatz umfasste und später in Abgrenzung zu einer weiteren Kaserne auch als „große Kaserne“ bezeichnet wurde, wurde bis in die Zeit zwischen den beiden Weltkriegen zur Stationierung von Soldaten genutzt. Allerdings gab es in den 1920er Jahren auch schon Pläne, die Anlage zu veräußern und das Gelände einer anderen Nutzung zuzuführen.

Blick auf die ehemalige Kaserne vom Boulevard Carnot aus
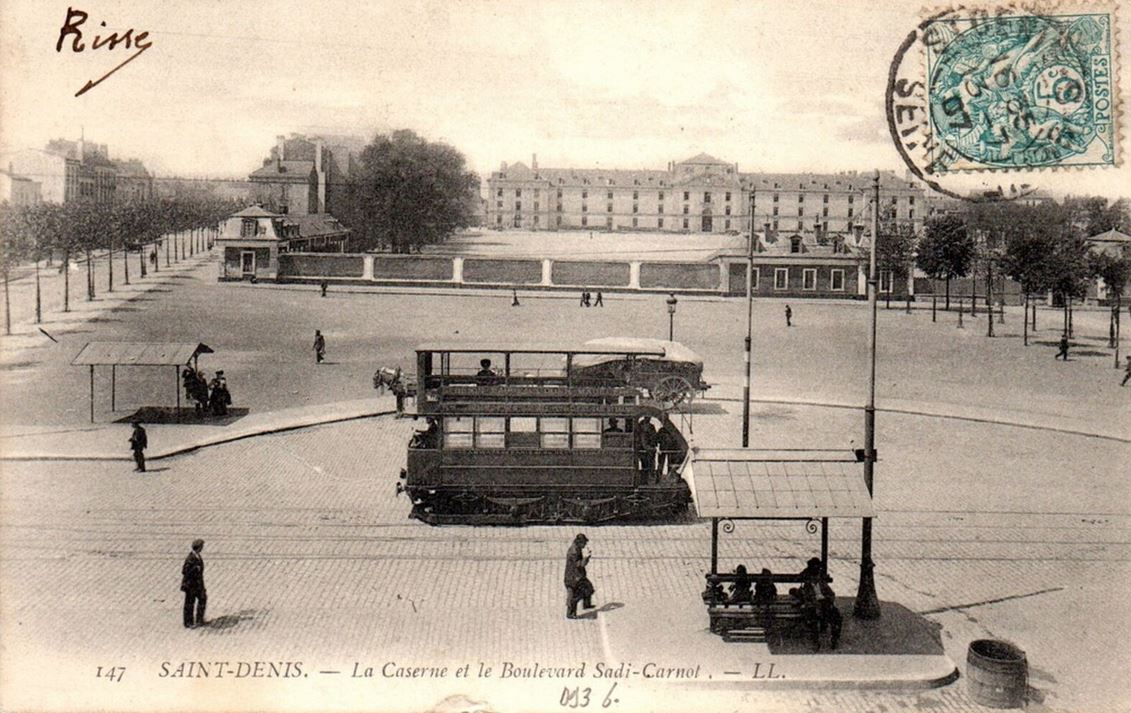
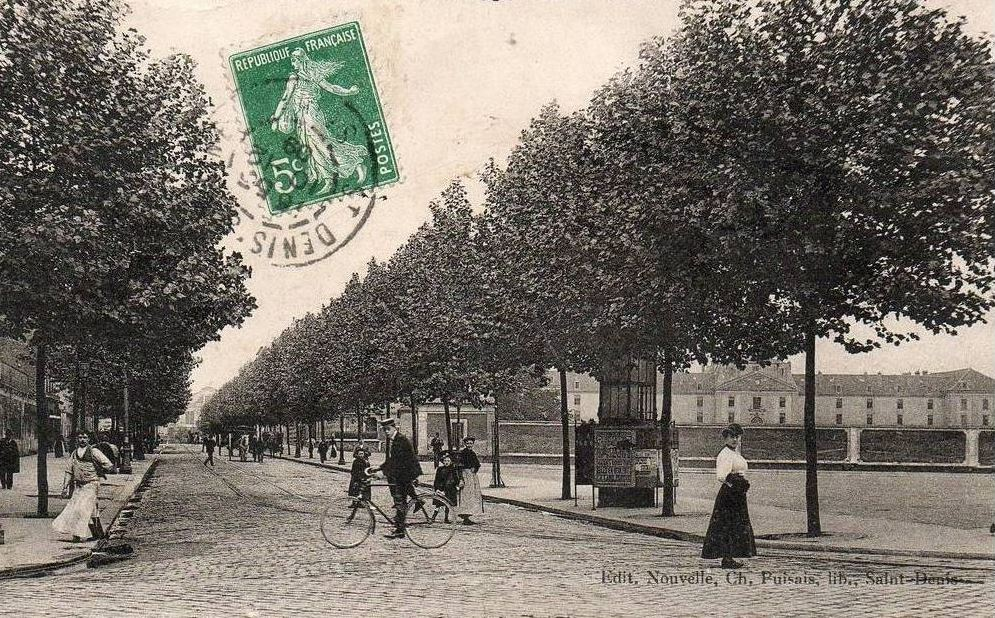

Im Oktober 1939 wurde aus der Kaserne ein Centre de Rassemblement des Etrangers (CRE, Sammelstelle für Ausländer).
Die Caserne de Suisse war damit Teil eines großen regionalen Netzes von temporären Internierungslagern für deutsche und österreichische Zivilisten, die im Großraum Paris wohnten. Die Funktion der Kaserne war vergleichbar mit der der zum selben Zweck eingerichteten Lager wie etwa Stade Olympique Yves-du-Manoir, Vélodrome d’Hiver oder Stade Roland Garros. Die Internierten verweilten hier jedoch meistens nur für eine kurze Zeit und wurden dann in Internierungslager in der Provinz, vor allem aber in Südfrankreich, verlegt.
Nach der deutschen Besetzung Frankreichs im Zweiten Weltkrieg wurde aus der Caserne de Suisse der Frontstalag 220, der von Juli 1940 an hier existierte. Interniert wurden alliierte Zivilisten, Männer im Alter von 16 bis 65 Jahren, die die britische Staatsangehörigkeit besaßen oder aus einem Commonwealth-Staat stammten, sowie Staatsbürger der Vereinigten Staaten. Im August 1940 hielten sich 1500 Männer in der Kaserne auf, die von etwa 150 Wehrmachtsangehörigen bewacht wurden. Die Lagerbedingungen waren anfangs schlecht, doch wurden von 1940 bis 1941 Arbeiten zur Verbesserung der Lage durchgeführt. Dazu zählte offenbar auch die Errichtung zusätzlicher Baracken auf dem Innenhofgelände, wie sie auf einem zeitgenössischen Foto zu sehen sind. Außerdem sollte das Lager wohl so hergerichtet werden, dass es sich von der deutschen Propaganda als eine Art Modell-Lager verkaufen ließ. In einem Inspektions-Bericht des Roten Kreuzes vom Juli 1941 wurde das Vorhandensein einer Bibliothek, von Billard- und Sporthallen, eines Tennisplatzes, eines Musikensembles und eines Kinos erwähnt. Diese kulturellen Besonderheiten finden ihre Bestätigung auch in der Biographie von Arthur Briggs, der seit Oktober 1940 in der Casene de Suisse interniert war. Ein weiterer Musiker in der Kaserne, der zusammen mit Briggs im Orchester spielte, war Tom Waltham (1899–1974), und auch schon seit 1940 hier interniert, war der südafrikanisch-französischer Künstler Ernest Mancoba, der 1942 im Lager heiraten konnte. Ein weiterer bekannter Internierter war der Bauhaus-Schüler Jean Weinfeld (1905–1992).
Im Sommer 1940 war in Drancy, in der Cité de la Muette, der Frontstalag 111 eingerichtet worden, in dem französische und britische Kriegsgefangene auf der Durchreise zu den Stalags und Oflags untergebracht waren. Dieses Lager wurde im Dezember 1940 zu einem Nebenlager der Caserne des Suisses und im August 1941 als Frontstalag aufgelöst; seine Insassen wurden nach Saint-Denis verlegt. Aus dem Frontstalag in Drancy wurde das Sammellager Drancy zur Internierung und bald auch Deportation ausländischer und französischer Juden.
Die Folgejahre bis zur Befreiung Frankreichs sind in den Quellen nur unzureichend dokumentiert. Für 1941 sind Fluchtversuche vermerkt, und am 12. November 1943 fand die Gestapo bei einer Durchsuchung der Kaserne Waffen und einen geheimen Sender. Im Keller soll ein 20 Meter langer Flucht-Tunnel gegraben worden sein; doch ob er benutzt wurde, ist nicht bekannt. Ein Bericht des Roten Kreuzes vom April 1944 beziffert die Zahl der Internierten auf 1903 britische Männer, Frauen und Kindern, darunter Kanadier, Australier, Südafrikaner und ein Neuseeländer. Die Unterkunft sei zwar derzeit überfüllt, was aber kein Problem darstelle, da 200 ältere Internierte in Kürze in Gebäude des städtischen Krankenhauses in Saint-Denis gebracht werden sollen. Insgesamt zeichnet der Bericht – ähnlich dem von 1941 – ein sehr positives Bild von den Lebensverhältnissen im Lager.
Die Caserne des Suisses blieb während der gesamten deutschen Besatzung ein Internierungslager, und nur wenige Tage vor der Befreiung von Paris wurden kranke Häftlinge noch in das Internierungslager Fort de Romainville in Les Lilas verlegt. Als Internierungslager wurde die Caserne des Suisses Ende August 1944 zeitgleich mit der Stadt Saint-Denis befreit.
Im November 1944 wurde aus dem Internierungslager für ausländische Gefangene ein Lager für Französinnen und Franzosen, die der Kollaboration mit dem Feind verdächtigt wurden. Etwa 1312 Häftlinge saßen wegen dieses Vorwurfs am 15. November 1944 in der Caserne des Suisses. Diese Periode dauerte vermutlich bis Sommer 1945, bevor dann bis 1947 deutsche Kriegsgefangene in die Kaserne einzogen. Teil dieses Kriegsgefangenenlagers war ein sogenanntes Centre d'études (Studienzentrum) für etwa 60 deutsche Offiziere mit überwiegend akademischer Vorbildung.

„Dort stehen den gefangenen Offizieren französische Zeitungen und Zeitschriften sowie eine vielfältige Bibliothek zur Verfügung, die bereits mehr als 2000 Bände umfasst. Jeder schöpft daraus nach seinem Fachgebiet und seinem Geschmack. Außerdem werden Vorträge über Themen gehalten, die sie selbst bestimmen, und zwar von französischen Persönlichkeiten, die von außerhalb kommen und die sie kennenlernen und hören möchten. Es wird kein Druck auf sie ausgeübt, die Unabhängigkeit ihres Urteilsvermögens wird nicht beeinträchtigt, [...] die französischen Offiziere, denen sie unterstanden, waren sogar so skrupelhaft, nicht an Vorträgen teilzunehmen, die auf Wunsch der Gefangenen veranstaltet wurden.“

Für die Autoren Pouvreau, Héron und Wyss bildet dieses Centre d'études – ähnliche gab es auch in den deutschen Kriegsgefangenenlagern in Lyon, Orléans und Chartres – „einen der experimentellen Orte, an denen die Regierung Ende 1946 und Anfang 1947 die Grundlagen der deutsch-französischen Freundschaft neu begründete“.
1948 wurde die Caserne des Suisses „zur friedlichen militärischen Nutzung“ umgewidmet, das heißt, sie beherbergte bis 1964 Verwaltungsabteilungen des französischen Verteidigungsministeriums. Nach diversen Vor- und Umplanungen wurde sie 1969 abgerissen. Auf dem Gelände der alten Kaserne fanden mehrere Bildungs- und Universitätseinrichtungen ihren Platz, darunter auch das Institut universitaire de technologie (IUT) der heutigen Universität Sorbonne Paris-Nord.
1998 wurde auf dem eingangs erwähnten Place du 8 Mai 1945 eine Stele zur Erinnerung an die Geschichte der Caserne des Suisses und deren Nutzung während des Zweiten Weltkriegs aufgestellt.

## Bevölkerungsentwicklung
| Saint-Denis: Einwohnerzahlen von 1793 bis 2020                                                                             | Saint-Denis: Einwohnerzahlen von 1793 bis 2020 | Saint-Denis: Einwohnerzahlen von 1793 bis 2020 | Saint-Denis: Einwohnerzahlen von 1793 bis 2020 | Saint-Denis: Einwohnerzahlen von 1793 bis 2020 |
| --- | ---------------------------------------------- | ---------------------------------------------- | ---------------------------------------------- | ---------------------------------------------- |
| Jahr |                                                |                                                |                                                | Einwohner                                      |
| 1793 | 1793                                           |                                                | 5.642                                          | 5.642                                          |
| 1800 | 1800                                           |                                                | 3.955                                          | 3.955                                          |
| 1806 | 1806                                           |                                                | 3.892                                          | 3.892                                          |
| 1821 | 1821                                           |                                                | 5.569                                          | 5.569                                          |
| 1831 | 1831                                           |                                                | 9.618                                          | 9.618                                          |
| 1836 | 1836                                           |                                                | 9.332                                          | 9.332                                          |
| 1841 | 1841                                           |                                                | 10.338                                         | 10.338                                         |
| 1846 | 1846                                           |                                                | 10.597                                         | 10.597                                         |
| 1851 | 1851                                           |                                                | 13.688                                         | 13.688                                         |
| 1856 | 1856                                           |                                                | 15.930                                         | 15.930                                         |
| 1861 | 1861                                           |                                                | 22.052                                         | 22.052                                         |
| 1866 | 1866                                           |                                                | 26.117                                         | 26.117                                         |
| 1872 | 1872                                           |                                                | 31.983                                         | 31.983                                         |
| 1876 | 1876                                           |                                                | 34.908                                         | 34.908                                         |
| 1881 | 1881                                           |                                                | 43.895                                         | 43.895                                         |
| 1886 | 1886                                           |                                                | 48.009                                         | 48.009                                         |
| 1891 | 1891                                           |                                                | 50.992                                         | 50.992                                         |
| 1896 | 1896                                           |                                                | 54.432                                         | 54.432                                         |
| 1901 | 1901                                           |                                                | 60.808                                         | 60.808                                         |
| 1906 | 1906                                           |                                                | 64.790                                         | 64.790                                         |
| 1911 | 1911                                           |                                                | 71.759                                         | 71.759                                         |
| 1921 | 1921                                           |                                                | 76.358                                         | 76.358                                         |
| 1926 | 1926                                           |                                                | 79.872                                         | 79.872                                         |
| 1931 | 1931                                           |                                                | 82.412                                         | 82.412                                         |
| 1936 | 1936                                           |                                                | 78.401                                         | 78.401                                         |
| 1946 | 1946                                           |                                                | 69.939                                         | 69.939                                         |
| 1954 | 1954                                           |                                                | 80.705                                         | 80.705                                         |
| 1962 | 1962                                           |                                                | 94.264                                         | 94.264                                         |
| 1968 | 1968                                           |                                                | 99.268                                         | 99.268                                         |
| 1975 | 1975                                           |                                                | 96.132                                         | 96.132                                         |
| 1982 | 1982                                           |                                                | 90.829                                         | 90.829                                         |
| 1990 | 1990                                           |                                                | 89.988                                         | 89.988                                         |
| 1999 | 1999                                           |                                                | 85.832                                         | 85.832                                         |
| 2006 | 2006                                           |                                                | 97.875                                         | 97.875                                         |
| 2013 | 2013                                           |                                                | 109.343                                        | 109.343                                        |
| 2020 | 2020                                           |                                                | 113.116                                        | 113.116                                        |
| Quelle(n): EHESS/Cassini bis 1999, INSEE ab 2006 Anmerkung(en): Ab 1962 offizielle Zahlen ohne Einwohner mit Zweitwohnsitz |                                                |                                                |                                                |                                                |

## Sehenswürdigkeiten
Die Kathedrale von Saint-Denis (französisch: Basilique Saint Denis) ist eine ehemalige Abteikirche. Sie ist eine Basilica minor und wurde 1966 zur Kathedrale des Bistums Saint-Denis erhoben. Während der Französischen Revolution 1793 kam es zur Plünderung der Gräber, wobei auch die Skulpturen der Kirche schwer beschädigt wurden. Das seit 1862 als Monument historique klassifizierte Kulturdenkmal ist von großer kunsthistorischer Bedeutung, da in seinem 1140 begonnenen Chor die ersten spitzbogigen Kreuzrippengewölbe gebaut wurden, so dass Saint-Denis als Wiege der Gotik gilt.

Bilder der Kathedrale
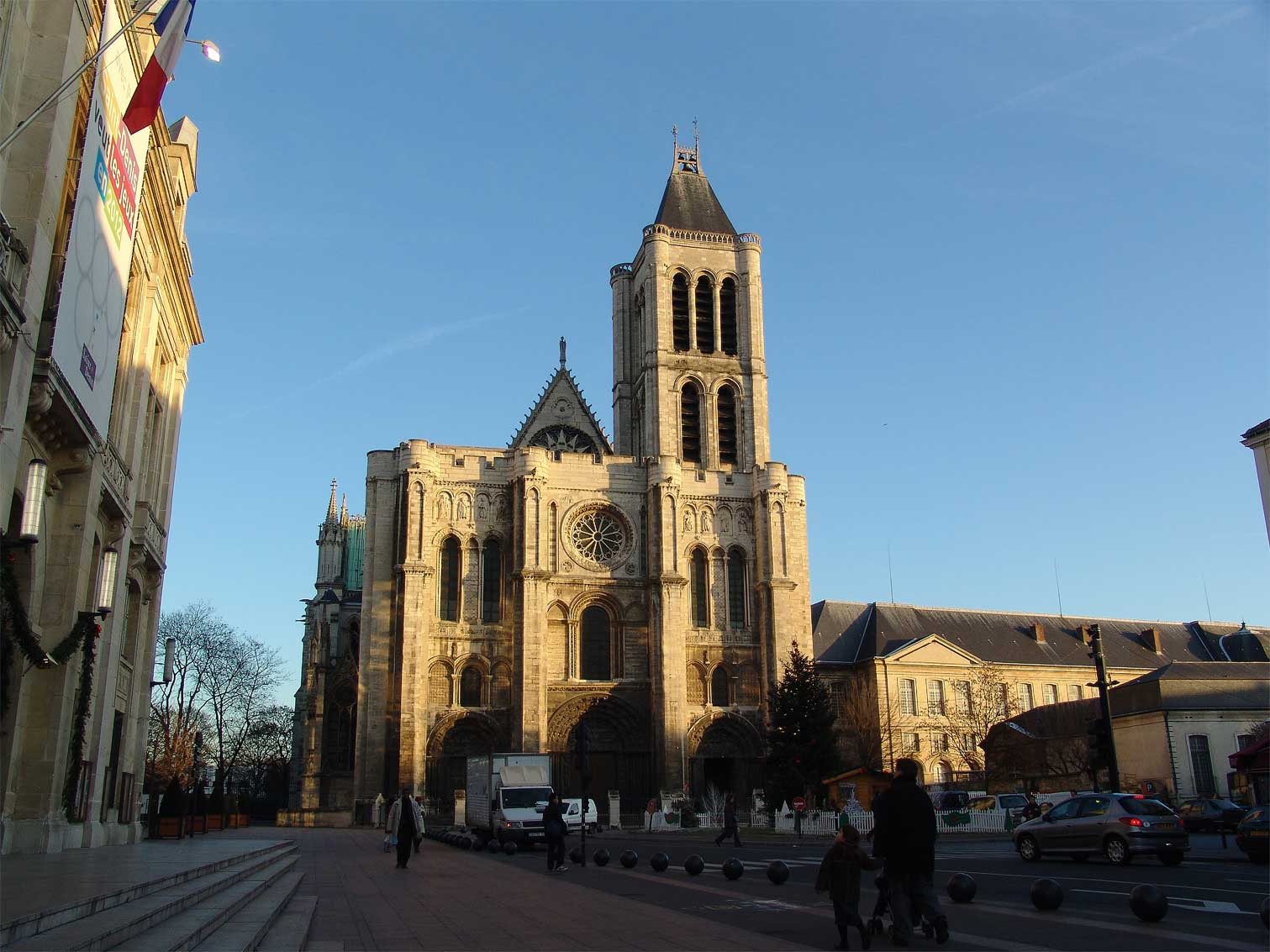
Gotische Kathedrale von Saint-Denis
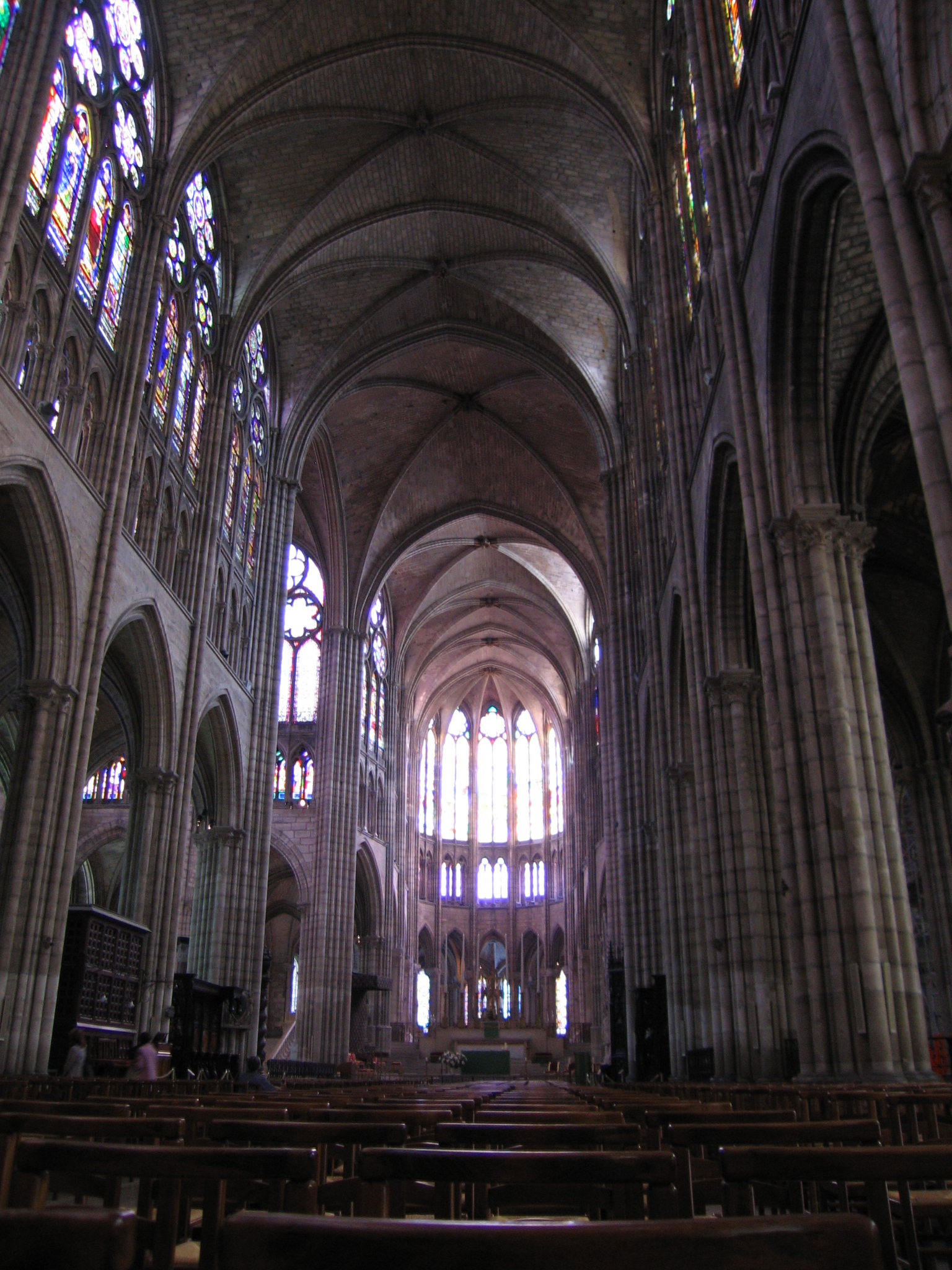
Mittelschiff
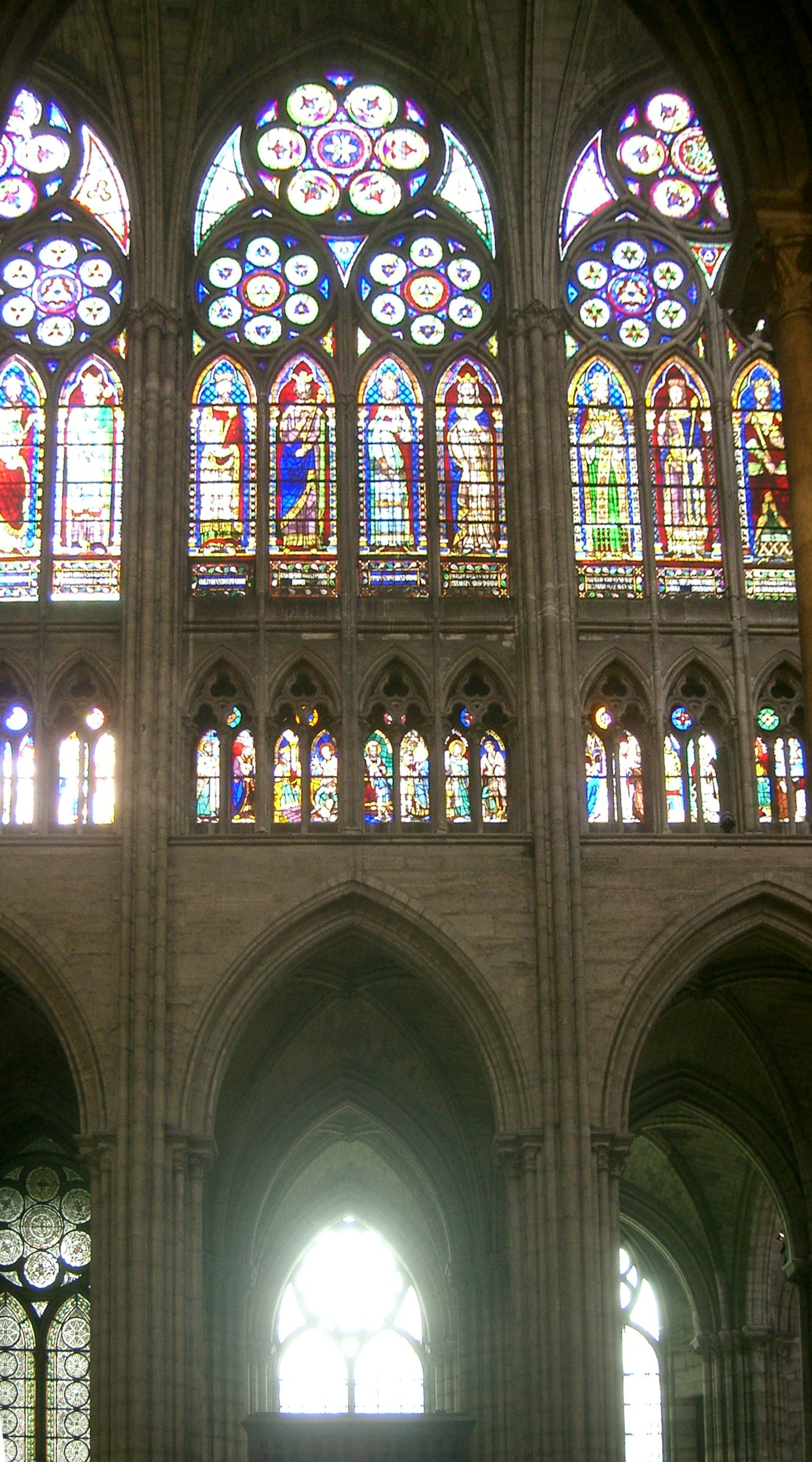
Durch das Triforium und den Lichtgaden einfallendes Licht
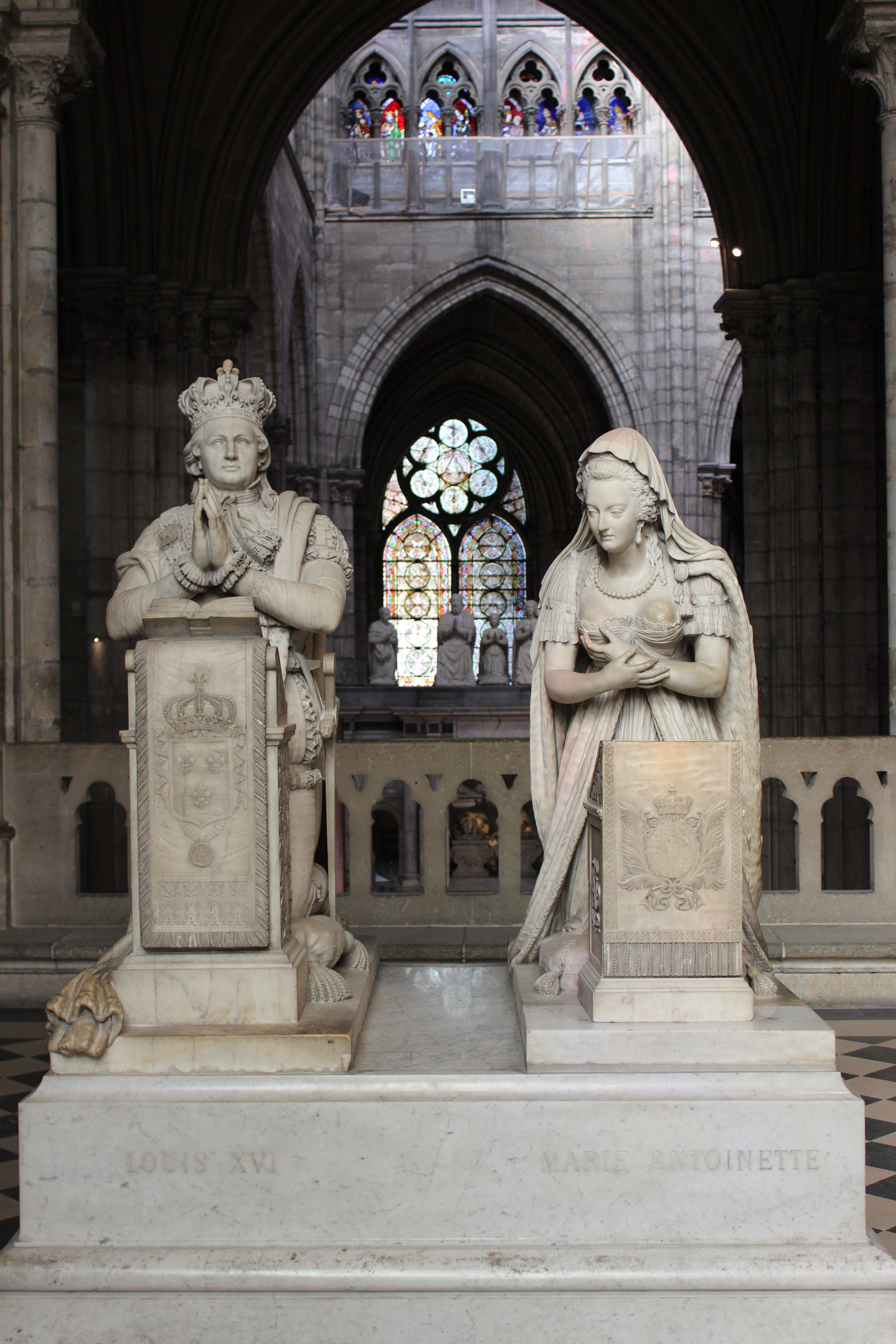
Grab von Ludwig XVI. und Marie Antoinette
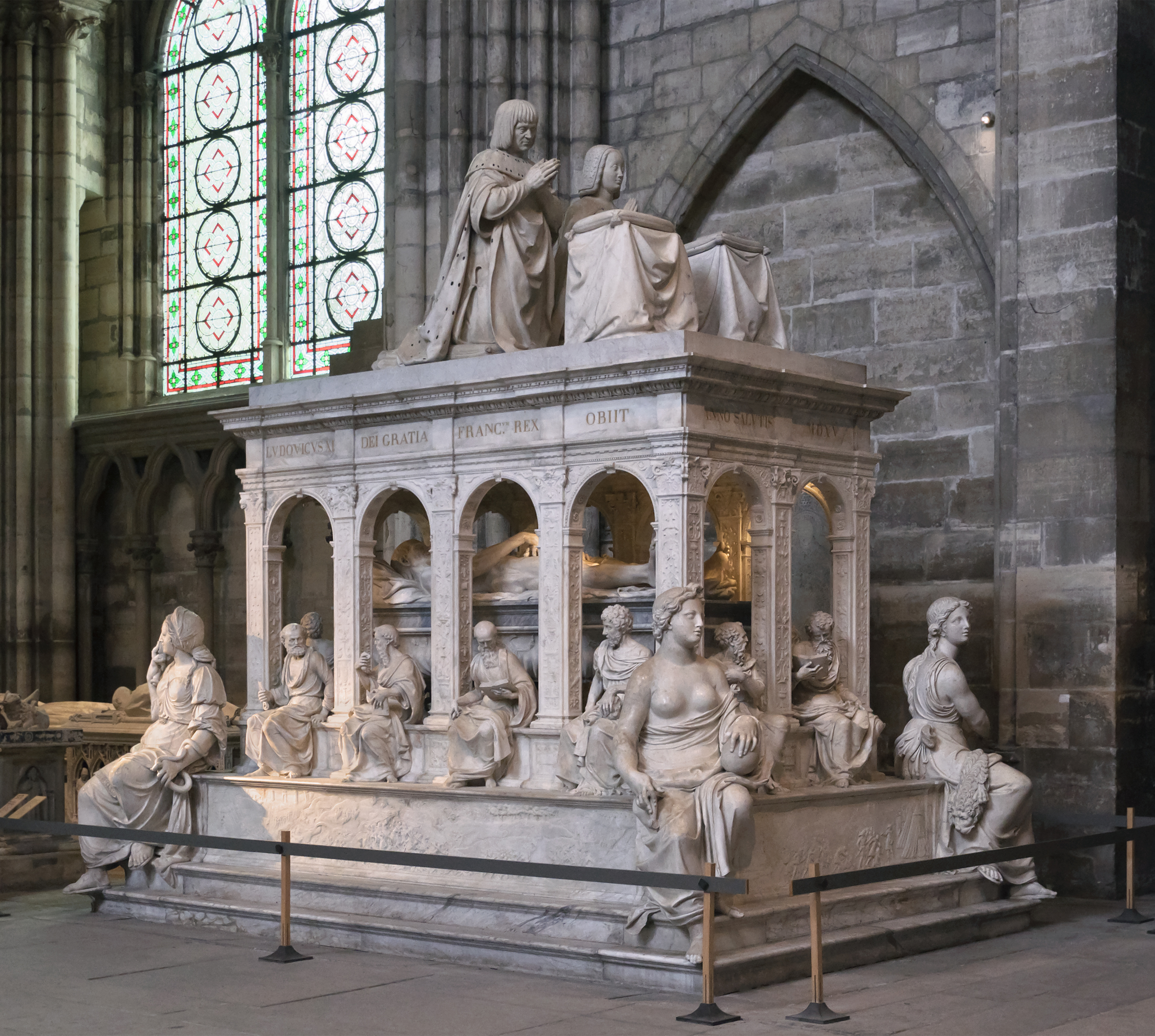
Grabmal von Ludwig XII. und Anne de Bretagne